# Gran Premio motociclistico della Comunità Valenciana 2017
Il Gran Premio motociclistico della Comunità Valenciana 2017 è stato la diciottesima ed ultima prova del motomondiale del 2017. Si è svolto sul circuito di Valencia. I vincitori sono stati: Dani Pedrosa per la MotoGP, Miguel Oliveira per la Moto2 e Jorge Martín per la Moto3.

## MotoGP
Dani Pedrosa vince la corsa grazie ad un sorpasso all'ultimo giro su Johann Zarco, con quest'ultimo che chiude la gara al secondo posto. La gara però era decisiva per l'assegnazione del titolo piloti, con Marc Márquez che, chiudendo al terzo posto, ottiene il suo personale sesto titolo iridato nel contesto del motomondiale. Alla vigilia di questo GP, anche Andrea Dovizioso era ancora in lizza per il titolo mondiale, ma le possibilità del pilota italiano si esauriscono a cinque giri dalla fine, quando termina la sua gara con una caduta.

### Arrivati al traguardo
| Pos. | Nº | Pilota               | Squadra                     | Motocicletta       | Giri | Tempo     | Griglia | Punti |
| ---- | -- | -------------------- | --------------------------- | ------------------ | ---- | --------- | ------- | ----- |
| 1º   | 26 | Dani Pedrosa         | Repsol Honda                | Honda RC213V       | 30   | 46'08.125 | 5º      | 25    |
| 2º   | 5  | Johann Zarco         | Monster Yamaha Tech 3       | Yamaha YZR-M1      | 30   | +0.337    | 2º      | 20    |
| 3º   | 93 | Marc Márquez         | Repsol Honda                | Honda RC213V       | 30   | +10.861   | 1º      | 16    |
| 4º   | 42 | Álex Rins            | Suzuki Ecstar               | Suzuki GSX-RR      | 30   | +13.567   | 10º     | 13    |
| 5º   | 46 | Valentino Rossi      | Movistar Yamaha             | Yamaha YZR-M1      | 30   | +13.817   | 7º      | 11    |
| 6º   | 29 | Andrea Iannone       | Suzuki Ecstar               | Suzuki GSX-RR      | 30   | +14.516   | 3º      | 10    |
| 7º   | 43 | Jack Miller          | EG 0,0 Marc VDS             | Honda RC213V       | 30   | +17.087   | 11º     | 9     |
| 8º   | 35 | Cal Crutchlow        | LCR Honda                   | Honda RC213V       | 30   | +17.230   | 15º     | 8     |
| 9º   | 51 | Michele Pirro        | Ducati Team                 | Ducati Desmosedici | 30   | +25.942   | 6º      | 7     |
| 10º  | 53 | Esteve Rabat         | EG 0,0 Marc VDS             | Honda RC213V       | 30   | +27.020   | 13º     | 6     |
| 11º  | 38 | Bradley Smith        | Red Bull KTM Factory Racing | KTM RC16           | 30   | +30.835   | 16º     | 5     |
| 12º  | 25 | Maverick Viñales     | Movistar Yamaha             | Yamaha YZR-M1      | 30   | +35.012   | 12º     | 4     |
| 13º  | 9  | Danilo Petrucci      | Octo Pramac Racing          | Ducati Desmosedici | 30   | +38.076   | 14º     | 3     |
| 14º  | 17 | Karel Abraham        | Pull&Bear Aspar             | Ducati Desmosedici | 30   | +41.988   | 17º     | 2     |
| 15º  | 8  | Héctor Barberá       | Reale Avintia Racing        | Ducati Desmosedici | 30   | +47.703   | 19º     | 1     |
| 16º  | 76 | Loris Baz            | Reale Avintia Racing        | Ducati Desmosedici | 30   | +47.709   | 22º     |       |
| 17º  | 60 | Michael van der Mark | Monster Yamaha Tech 3       | Yamaha YZR-M1      | 30   | +52.134   | 24º     |       |

### Ritirati
| Nº | Pilota           | Squadra                     | Motocicletta       | Giri | Griglia |
| -- | ---------------- | --------------------------- | ------------------ | ---- | ------- |
| 44 | Pol Espargaró    | Red Bull KTM Factory Racing | KTM RC16           | 25   | 11º     |
| 4  | Andrea Dovizioso | Ducati Team                 | Ducati Desmosedici | 25   | 9º      |
| 99 | Jorge Lorenzo    | Ducati Team                 | Ducati Desmosedici | 24   | 4º      |
| 22 | Sam Lowes        | Aprilia Racing Team Gresini | Aprilia RS-GP      | 22   | 24º     |
| 19 | Álvaro Bautista  | Pull&Bear Aspar             | Ducati Desmosedici | 14   | 21º     |
| 45 | Scott Redding    | Octo Pramac Racing          | Ducati Desmosedici | 4    | 22º     |
| 41 | Aleix Espargaró  | Aprilia Racing Team Gresini | Aprilia RS-GP      | 3    | 8º      |
| 36 | Mika Kallio      | Red Bull KTM Factory Racing | KTM RC16           | 2    | 19º     |

## Moto2
Miguel Oliveira conquista la terza vittoria stagionale consecutiva, precedendo sul traguardo Franco Morbidelli (il pilota italiano aveva già avuto la certezza del titolo mondiale nella precedente gara). Segue al terzo posto Brad Binder, giunto al suo terzo podio consecutivo.

### Arrivati al traguardo
| Pos. | Nº | Pilota              | Squadra                    | Motocicletta       | Giri | Tempo     | Griglia | Punti |
| ---- | -- | ------------------- | -------------------------- | ------------------ | ---- | --------- | ------- | ----- |
| 1º   | 44 | Miguel Oliveira     | Red Bull KTM Ajo           | KTM Moto2          | 27   | 43'15.843 | 4º      | 25    |
| 2º   | 21 | Franco Morbidelli   | EG 0,0 Marc VDS            | Kalex Moto2        | 27   | +2.154    | 2º      | 20    |
| 3º   | 41 | Brad Binder         | Red Bull KTM Ajo           | KTM Moto2          | 27   | +4.181    | 5º      | 16    |
| 4º   | 42 | Francesco Bagnaia   | SKY Racing Team VR46       | Kalex Moto2        | 27   | +11.181   | 8º      | 13    |
| 5º   | 73 | Álex Márquez        | EG 0,0 Marc VDS            | Kalex Moto2        | 27   | +12.146   | 1º      | 11    |
| 6º   | 55 | Hafizh Syahrin      | Petronas Raceline Malaysia | Kalex Moto2        | 27   | +14.595   | 11º     | 10    |
| 7º   | 30 | Takaaki Nakagami    | Idemitsu Honda Team Asia   | Kalex Moto2        | 27   | +18.446   | 7º      | 9     |
| 8º   | 40 | Fabio Quartararo    | Pons HP40                  | Kalex Moto2        | 27   | +22.188   | 16º     | 8     |
| 9º   | 24 | Simone Corsi        | Speed Up Racing            | Speed Up SF7       | 27   | +23.592   | 19º     | 7     |
| 10º  | 77 | Dominique Aegerter  | Kiefer Racing              | Suter MMX2         | 27   | +23.751   | 6º      | 6     |
| 11º  | 49 | Axel Pons           | RW Racing GP               | Kalex Moto2        | 27   | +27.388   | 12º     | 5     |
| 12º  | 32 | Isaac Viñales       | BE-A-VIP SAG               | Kalex Moto2        | 27   | +29.688   | 15º     | 4     |
| 13º  | 23 | Marcel Schrötter    | Dynavolt Intact GP         | Suter MMX2         | 27   | +31.442   | 10º     | 3     |
| 14º  | 37 | Augusto Fernández   | Speed Up Racing            | Speed Up SF7       | 27   | +32.933   | 21º     | 2     |
| 15º  | 7  | Lorenzo Baldassarri | Forward Racing             | Kalex Moto2        | 27   | +33.150   | 31º     | 1     |
| 16º  | 5  | Andrea Locatelli    | Italtrans Racing           | Kalex Moto2        | 27   | +34.335   | 25º     |       |
| 17º  | 51 | Eric Granado        | Promoracing                | Kalex Moto2        | 27   | +34.731   | 18º     |       |
| 18º  | 27 | Iker Lecuona        | Garage Plus Interwetten    | Kalex Moto2        | 27   | +39.828   | 22º     |       |
| 19º  | 54 | Mattia Pasini       | Italtrans Racing           | Kalex Moto2        | 27   | +39.940   | 3º      |       |
| 20º  | 57 | Edgar Pons          | Pons HP40                  | Kalex Moto2        | 27   | +42.678   | 28º     |       |
| 21º  | 2  | Jesko Raffin        | Garage Plus Interwetten    | Kalex Moto2        | 27   | +43.275   | 20º     |       |
| 22º  | 87 | Remy Gardner        | Tech 3 Racing              | Tech 3 Mistral 610 | 27   | +51.990   | 24º     |       |
| 23º  | 10 | Luca Marini         | Forward Racing             | Kalex Moto2        | 27   | +54.931   | 26º     |       |
| 24º  | 6  | Tarran Mackenzie    | Kiefer Racing              | Suter MMX2         | 27   | +1'09.494 | 32º     |       |
| 25º  | 89 | Khairul Idham Pawi  | Idemitsu Honda Team Asia   | Kalex Moto2        | 27   | +1'10.070 | 29º     |       |
| 26º  | 45 | Tetsuta Nagashima   | Teluru SAG                 | Kalex Moto2        | 27   | +1'33.876 | 17º     |       |

### Ritirati
| Nº | Pilota         | Squadra              | Motocicletta       | Giri | Griglia |
| -- | -------------- | -------------------- | ------------------ | ---- | ------- |
| 97 | Xavi Vierge    | Tech 3 Racing        | Tech 3 Mistral 610 | 16   | 9º      |
| 9  | Jorge Navarro  | Federal Oil Gresini  | Kalex Moto2        | 11   | 23      |
| 11 | Sandro Cortese | Dynavolt Intact GP   | Suter MMX2         | 8    | 13º     |
| 19 | Xavier Siméon  | Tasca Racing         | Kalex Moto2        | 7    | 30º     |
| 88 | Ricard Cardús  | CarXpert Interwetten | Kalex Moto2        | 6    | 14º     |
| 62 | Stefano Manzi  | SKY Racing Team VR46 | Kalex Moto2        | 2    | 27º     |

### Non partito
| Nº | Pilota     | Squadra            | Motocicletta |
| -- | ---------- | ------------------ | ------------ |
| 94 | Jake Dixon | Dynavolt Intact GP | Suter MMX2   |

## Moto3
Jorge Martín vince la sua prima gara nel motomondiale, seguito al secondo posto da Joan Mir e da Marcos Ramírez terzo. Il titolo piloti era già stato assegnato a Joan Mir due gare prima, in occasione del GP d'Australia.

### Arrivati al traguardo
| Pos. | Nº | Pilota                 | Squadra                      | Motocicletta   | Giri | Tempo     | Griglia | Punti |
| ---- | -- | ---------------------- | ---------------------------- | -------------- | ---- | --------- | ------- | ----- |
| 1º   | 88 | Jorge Martín           | Del Conca Gresini            | Honda NSF250R  | 24   | 40'02.193 | 1º      | 25    |
| 2º   | 36 | Joan Mir               | Leopard Racing               | Honda NSF250R  | 24   | +3.760    | 2º      | 20    |
| 3º   | 42 | Marcos Ramírez         | Platinum Bay Real Estate     | KTM RC 250 GP  | 24   | +3.877    | 8º      | 16    |
| 4º   | 5  | Romano Fenati          | Marinelli Rivacold Snipers   | Honda NSF250R  | 24   | +3.953    | 13º     | 13    |
| 5º   | 33 | Enea Bastianini        | Estrella Galicia 0,0         | Honda NSF250R  | 24   | +3.999    | 5º      | 11    |
| 6º   | 58 | Juanfran Guevara       | RBA BOE Racing               | KTM RC 250 GP  | 24   | +4.940    | 11º     | 10    |
| 7º   | 10 | Dennis Foggia          | Sky Junior Team VR46 Academy | KTM RC 250 GP  | 24   | +4.735    | 15º     | 9     |
| 8º   | 17 | John McPhee            | British Talent               | Honda NSF250R  | 24   | +5.071    | 22º     | 8     |
| 9º   | 44 | Arón Canet             | Estrella Galicia 0,0         | Honda NSF250R  | 24   | +5.218    | 6º      | 7     |
| 10º  | 39 | Kazuki Masaki          | Asia Talent                  | Honda NSF250R  | 24   | +6.462    | 18º     | 6     |
| 11º  | 24 | Tatsuki Suzuki         | SIC58 Squadra Corse          | Honda NSF250R  | 24   | +6.544    | 4º      | 5     |
| 12º  | 64 | Bo Bendsneyder         | Red Bull KTM Ajo             | KTM RC 250 GP  | 24   | +6.633    | 10º     | 4     |
| 13º  | 71 | Ayumu Sasaki           | SIC Racing                   | Honda NSF250R  | 24   | +8.687    | 7º      | 3     |
| 14º  | 23 | Niccolò Antonelli      | Red Bull KTM Ajo             | KTM RC 250 GP  | 24   | +16.100   | 14º     | 2     |
| 15º  | 65 | Philipp Öttl           | Südmetall Schedl GP Racing   | KTM RC 250 GP  | 24   | +16.156   | 16º     | 1     |
| 16º  | 16 | Andrea Migno           | SKY Racing Team VR46         | KTM RC 250 GP  | 24   | +16.263   | 24º     |       |
| 17º  | 7  | Adam Norrodin          | SIC Racing                   | Honda NSF250R  | 24   | +16.398   | 12º     |       |
| 18º  | 84 | Jakub Kornfeil         | Peugeot MC Saxoprint         | Peugeot        | 24   | +33.128   | 25º     |       |
| 19º  | 95 | Jules Danilo           | Marinelli Rivacold Snipers   | Honda NSF250R  | 24   | +33.807   | 21º     |       |
| 20º  | 48 | Lorenzo Dalla Porta    | Aspar Mahindra               | Mahindra MGP3O | 24   | +34.360   | 19º     |       |
| 21º  | 41 | Nakarin Atiratphuvapat | Honda Team Asia              | Honda NSF250R  | 24   | +34.629   | 23º     |       |
| 22º  | 96 | Manuel Pagliani        | CIP                          | Mahindra MGP3O | 24   | +34.403   | 30º     |       |
| 23º  | 75 | Albert Arenas          | Aspar Mahindra               | Mahindra MGP3O | 24   | +34.958   | 17º     |       |
| 24º  | 27 | Kaito Toba             | Honda Team Asia              | Honda NSF250R  | 24   | +35.730   | 20º     |       |
| 25º  | 14 | Tony Arbolino          | SIC58 Squadra Corse          | Honda NSF250R  | 24   | +39.331   | 28º     |       |
| 26ª  | 6  | María Herrera          | MH6 Team                     | KTM RC 250 GP  | 24   | +46.209   | 29ª     |       |
| 27º  | 11 | Livio Loi              | Leopard Racing               | Honda NSF250R  | 24   | +51.534   | 31º     |       |
| 28º  | 12 | Marco Bezzecchi        | CIP                          | Mahindra MGP3O | 24   | +1'17.109 | 27º     |       |
| 29º  | 4  | Patrik Pulkkinen       | Peugeot MC Saxoprint         | Peugeot        | 23   | +1 giro   | 26º     |       |

### Ritirati
| Nº | Pilota                | Squadra           | Motocicletta  | Giri | Griglia |
| -- | --------------------- | ----------------- | ------------- | ---- | ------- |
| 21 | Fabio Di Giannantonio | Del Conca Gresini | Honda NSF250R | 7    | 9º      |
| 19 | Gabriel Rodrigo       | RBA BOE Racing    | KTM RC 250 GP | 2    | 3º      |

### Non partiti
| Nº | Pilota        | Squadra                  | Motocicletta  |
| -- | ------------- | ------------------------ | ------------- |
| 40 | Darryn Binder | Platinum Bay Real Estate | KTM RC 250 GP |
| 8  | Nicolò Bulega | SKY Racing Team VR46     | KTM RC 250 GP |